# Brigitta von Pfalz-Simmern

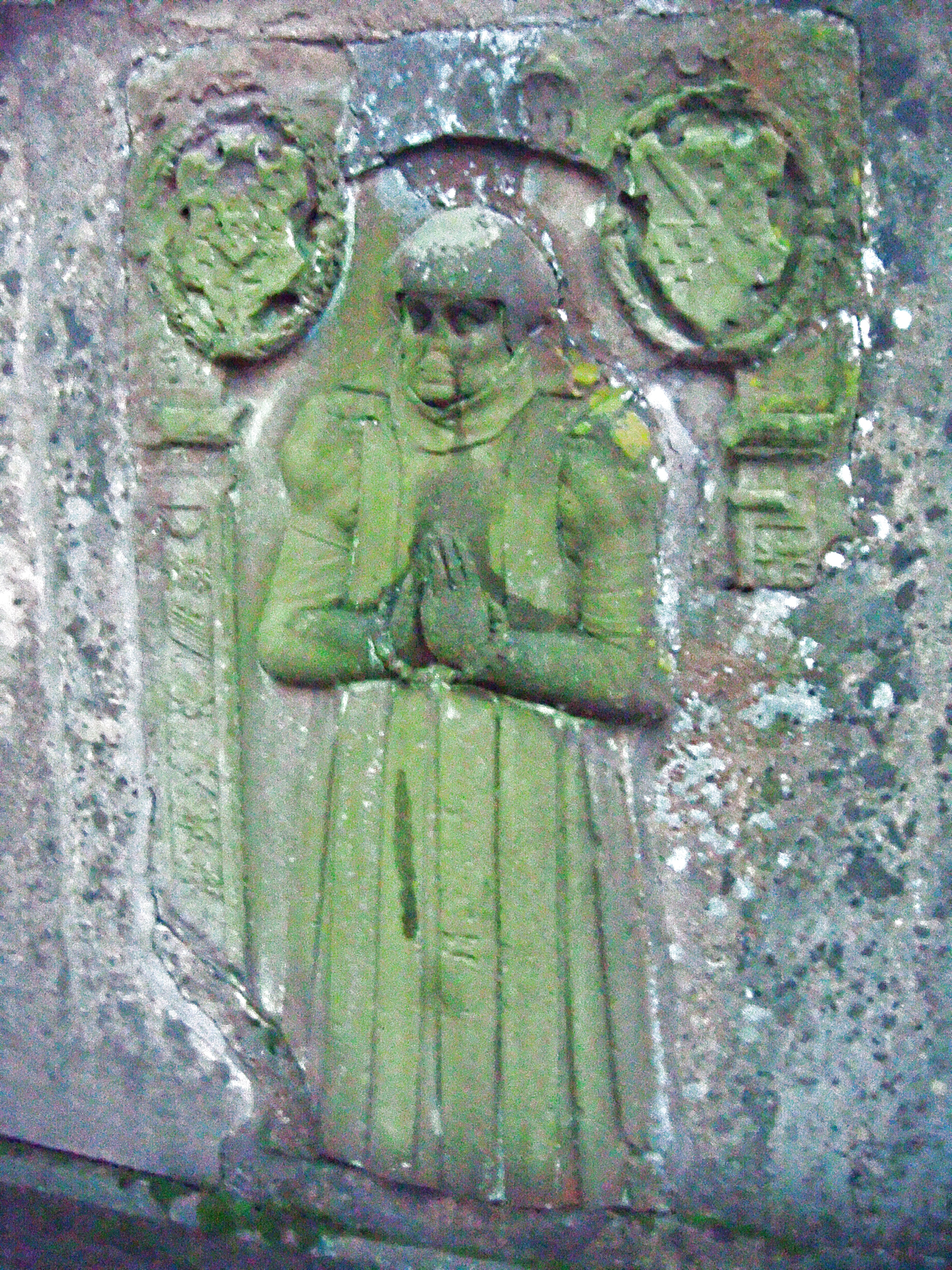
Epitaphrest im Garten des Klosters Neuburg

Brigitta von Pfalz-Simmern (* 18. August 1516 in Simmern; † 30. April 1562 in der Abtei Neuburg bei Heidelberg) war Äbtissin im Stift Neuburg.

## Leben
Brigitta war eine Tochter des Pfalzgrafen und Herzogs Johann II. von Pfalz-Simmern (1492–1557) aus dessen Ehe mit Beatrix (1492–1535), Tochter des Markgrafen Christoph I. von Baden. Sie war eine Schwester des Kurfürsten Friedrich III. von der Pfalz.
Brigitta trat in das Benediktinerinnenkloster Neuburg ein und war dort seit 1552 bis zu ihrem Tod Äbtissin. Sie verpachtete 1554 die Weinberge des Klosters in Weinheim. Als Äbtissin entfremdete Brigitta durch ihre Förderung der Reformation im Stift die Zweckbestimmung des Klosters, was zu dessen beschleunigten Niedergang führte. Die Nonnen verließen das Kloster und nach dem Tod Brigittas wurde das Kloster 1562 aufgelöst und in ein adeliges Fräuleinstift umgewandelt.

## Epitaph
Der Rest ihres Epitaphs ist derzeit eingemauert im Garten der Abtei Neuburg (Südseite). Auf ihm befindet sich neben dem pfalz-simmernschen und dem markgräflich badenschen Wappen eine Porträtdarstellung Brigittas, die sie in eher weltlicher Kleidung zeigt; vermutlich hatte sie gegen Ende ihres Lebens die Ordenstracht bereits abgelegt. Der Epitaphrest war 1833 im ehemaligen Weiher des Klosters entdeckt und geborgen worden.